# Júlio César de Melo e Sousa
(Malba Tahan. L'uomo che sapeva contare.)
Júlio César de Melo e Sousa, noto anche con lo pseudonimo di Malba Tahan (Queluz, 6 maggio 1895 – Recife, 18 giugno 1974), è stato uno scrittore e matematico brasiliano.
Adottando il suddetto pseudonimo si presentò come autore di lingua araba e con questo nome pubblicò la famosissima novella didattica L'uomo che sapeva contare (1938), tradotta in moltissime lingue.